# 闪电河乡
闪电河乡，是中华人民共和国河北省张家口沽源县下辖的一个乡镇级行政单位。

## 行政区划
闪电河乡下辖以下地区：
闪电河村、黄羊窝铺村、石头坑村、土井子村、黑山嘴村、五塘坊村、前水泉村、宏城子村、魏华营子村、马神庙村、大西营村和蝈蝈山村。